# Perissolestes remotus
Perissolestes remotus – gatunek ważki z rodziny Perilestidae. Występuje na terenie Ameryki Południowej i Ameryki Środkowej.